# Fayzabad
 Ikke at forveksle med den indiske Faizabad (distrikt).
Fayzabad (også stavet Feyzabad, Fayz Abad, Fazelabad eller Faizabad) (dari: فیض‌آباد) er en by i det nordøstlige Afghanistan med et indbyggertal på cirka 80.000 (2015). Indbyggertallet er et estimat baseret på 7,5 personer pr husstand. Byen er hovedstad i provinsen Badakhshan tæt på grænsen til Tadsjikistan.